# Tsurugaoka Hachiman-gū

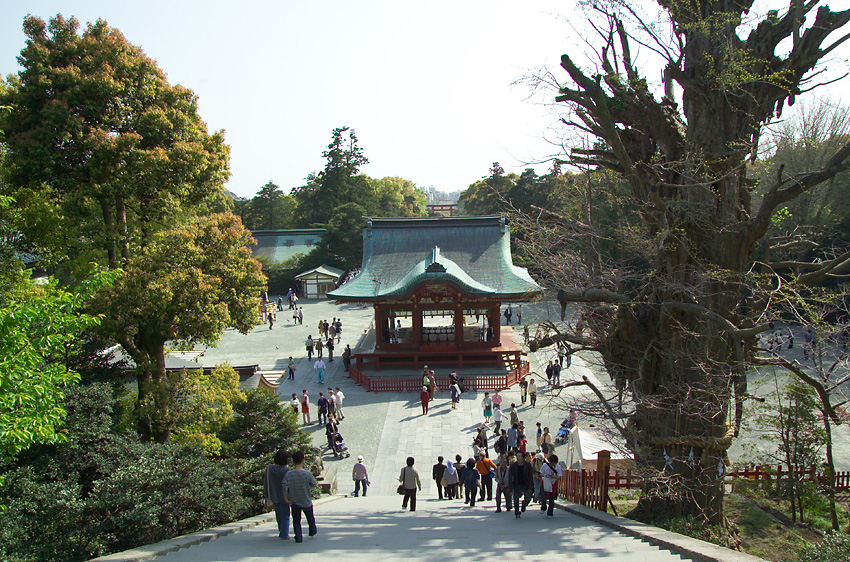
Blick von den Stufen des Tsurugaoka Hachiman-gū

Der Tsurugaoka Hachiman-gū (jap. 鶴岡八幡宮) ist der wichtigste Shintō-Schrein in der Stadt Kamakura in der Präfektur Kanagawa. 
Er wurde ursprünglich 1063 nahe Yuigahama gebaut und war Ojin-tennō, seiner Mutter, Jingū-kōgō und seiner Frau Hime-gami gewidmet. Minamoto no Yoritomo, Gründer des Kamakura-Shogunates verlegte den Schrein 1191 an den heutigen Ort und lud den Kami Hachiman ein, hier zu residieren und seine Regierung zu schützen.
Es gibt eine Anzahl von Schreinen an diesem Ort, die wichtigsten sind der jüngere Schrein auf Erdniveau und der ältere Schrein 61 Stufen darüber. Der heutige „Ältere Schrein“ wurde 1828 von Tokugawa Ienari, dem elften Tokugawa-Shogun errichtet.
Kirschbäume (Sakura) säumen die Straße zum Schrein. Die Bäume wurden auf Befehl von Yoritomo als Gebet für die sichere Geburt seines ersten Sohnes aufgestellt. Yabusame, zeremonielles Bogenschießen zu Pferde, wird beim Schrein am 16. September praktiziert, eine Tradition, die ebenfalls auf Yoritomo zurückgeht.
Minamoto no Sanetomo, der dritte Kamakura-Shogun, wurde am 13. Februar 1219 von seinem Neffen, einem Sohn des zweiten Kamakura-Shogun Minamoto no Yoriie mit dem Bogen ermordet. Dieser hatte sich hinter dem großen Ginkgobaum versteckt, der bis in die Neuzeit hinein neben der großen Treppe am Schrein stand. Der Baum fiel erst am 10. März 2010 einem Schneesturm zum Opfer.
Der Priester des Tsurugaoka Hachiman-gū ist auch gleichzeitig der Priester des Egara-Tenjin-Schreins (荏柄天神). Sein bunrei (s. shintai) erhielt der Tsurugaoka Hachiman-gū vom Iwashimizu Hachiman-gū.